# Richard Kabisch
Richard Martin Kabisch (* 21. Mai 1868 in Kemnitz; † 30. Oktober 1914 bei Bikschote in Westflandern) war ein evangelischer Theologe, Pädagoge und Schriftsteller.

## Leben
Richard Kabisch wurde als Sohn des Pastors Albert Kabisch und Anna Vogt 1868 in Kemnitz bei Greifswald geboren, wo er auch die Schule besuchte. Später zog er nach Greifswald und besuchte das dortige Gymnasium. Danach studierte er an der Greifswalder Ernst-Moritz-Arndt-Universität und in Bonn deutsche Philologie, Geschichte und Evangelische Theologie und legte die beiden theologischen Prüfungen und die Lizentiatenprüfungen ab. Nachdem er als Hilfsprediger und Rektor in Altenkirchen tätig gewesen war, wurde er Seminarlehrer in Berlin, ab 1897 Seminaroberlehrer in Dramburg und Oranienburg. Im Januar 1903 zog er nach Uetersen. Dort war er bis September 1908 Direktor des Ludwig-Meyn-Gymnasiums. Nach dem Umzug nach Prenzlau erfolgte die Anstellung als Direktor des Königlichen Lehrerseminars von 1908 bis Juni 1910. In dieser Zeit kam es zu  einer Liberalisierung der strengen Vorschriften des Schulunterrichts. Ab Juli 1910 war er Regierungs- und Schulrat in Düsseldorf. 1914 wurde er nach Bromberg versetzt. Mitte des Jahres 1914 meldete er sich als Kriegsfreiwilliger. Er fiel am 30. Oktober 1914 bei der Ersten Flandernschlacht in der Nähe von Bikschote an der Spitze seiner Kompanie.

## Wirken
Richard Kabisch vertrat in der neutestamentlichen Wissenschaft konsequent die religionsgeschichtliche Betrachtung des Paulus und seiner Eschatologie. In seinen anthropologischen Leitbegriffen des Willens und des Gefühls vertrat er den Deutschen Idealismus und die Bewusstseinspsychologie von Wilhelm Wundts. Für Kabisch war das höchste Erziehungsziel die Erlösung vom Ich zu Gott durch Willen zur Tat und Willen zum Leiden. Als einer der bedeutenden Vertreter des Kulturprotestantismus in der evangelischen Religionspädagogik war für ihn die religiöse Selbständigkeit des christlichen Individuums im Zusammenhang mit der geistigen Kultur der Gegenwart wichtig. Dies war auch sein Ziel im Religionsunterricht. Kabisch erklärte die Religion für lehrbar im Sinne der geistigen Übertragung von den Lehrkräften auf die Schüler.
Den Geschichtsunterricht gestaltete er als ethisch-staatsbürgerliche Erziehung.

## Werke (Auswahl)
- Der Stoff des ersten Religionsunterrichts, in: PädBL 25 (1896)
- Die Eschatologie des Paulus in ihren Zusammenhängen mit dem Gesamtbegriff des Paulinismus (1893)
- Religionsbuch für ev. Lehrer- und Lehrerinnenseminare und Präparandenanstalten 2 Bände (1900 & 1901)
- Gottes Heimkehr. Die Geschichte eines Glaubens (Roman) (1907)
- Ein neuer Prophet (Schauspiel) (1909)
- Wie lehren wir Religion? Versuch einer Methodik des evangelischen Religionsunterrichts für alle Schulen auf psychologischer Grundlage. Göttingen 1910
- Erziehender Geschichtsunterricht. Vandenhoeck & Ruprecht, Göttingen 1912 (Digitalisat)
- Das neue Geschlecht. Ein Erziehungsbuch Göttingen 1913, 1922
- Deutsche Geschichte (Teil 1–2). Vandenhoeck & Ruprecht, Göttingen 1914 (Digitalisat)
- Die Evangelien des christlichen Kirchenjahrs für Volksschullehrer (1915)
- R. Kabisch / H. Tögel: Wie lehren wir Religion? Göttingen 1931